# 2 Armia (Imperium Rosyjskie)
2 Armia (ros. 2-я армия) – związek operacyjny Armii Imperium Rosyjskiego w okresie I wojny światowej.

## Obszar działania
Od lipca 1914 do sierpnia 1915 roku 2 Armia brała udział w operacjach na Froncie Północno-Zachodnim, a od sierpnia 1915 do momentu jej rozwiązania tj. początku 1918 roku na rosyjskim Froncie Zachodnim.

## Skład
2 Armia powstała w lipcu 1914 roku w Warszawskim Okręgu Wojskowym. W jej skład wchodziły:
- 1 Korpus Armijny Imperium Rosyjskiego od 22.09.1914 – 23.01.1915; 3.03 – 1.05.1915;
- 2 Korpus Armijny Imperium Rosyjskiego od 2.08–10.10.1914;
- 4 Korpus Armijny Imperium Rosyjskiego od 22.09– 15.12.1914; 9.06 – 1.09.1915;
- 5 Korpus Armijny Imperium Rosyjskiego od 15.09.1915 – 1.06.1916;
- 6 Korpus Armijny Imperium Rosyjskiego od 2.08.1914; 7.01–4.05.1915;
- 9 Korpus Armijny Imperium Rosyjskiego od 1.08.1916 – grudzień 1917;
- 10 Korpus Armijny Imperium Rosyjskiego od 1.08 – 1.06.1917;
- 13 Korpus Armijny Imperium Rosyjskiego od 2.08.1914 – rozbity w Prusach w grudniu 1914;
- 15 Korpus Armijny Imperium Rosyjskiego od 2.08.1914; 3.03–1.07.1916
- 16 Korpus Armijny Imperium Rosyjskiego od 12 – 19.08.1915;
- 20 Korpus Armijny Imperium Rosyjskiego od 10.09.1915 – 1.02.1916;
- 21 Korpus Armijny Imperium Rosyjskiego od 2.08.1914 – 1.09.1915;
- 23 Korpus Armijny Imperium Rosyjskiego od 2.08 – 15.11.1914;
- 25 Korpus Armijny Imperium Rosyjskiego od 17.07 – 1.08.1916;
- 27 Korpus Armijny Imperium Rosyjskiego od 1.10.1914; 18.09.1915 – 1.07.1916;
- 34 Korpus Armijny Imperium Rosyjskiego od 18.09.– 17.11.1915;
- 35 Korpus Armijny Imperium Rosyjskiego od 8.06 – 1.09.1915; 13.02 – 1.05.1916; 27.11.1916 – 1.01.1917
- 36 Korpus Armijny Imperium Rosyjskiego od 8.06 – 21.07.1915; 18.09.1915 – 1.07.1916;
- 50 Korpus Armijny Imperium Rosyjskiego od 16.05 – grudzień 1917;
- 1 Syberyjski Korpus Armijny Imperium Rosyjskiego od 22.09.1914, 12,08 – 1.09.1915; 13.02 – 1.07.1916;
- 2 Syberyjski Korpus Armijny Imperium Rosyjskiego od 14.02 – 23.03.1916;
- 4 Syberyjski Korpus Armijny Imperium Rosyjskiego od 12.08.1915 – 20.06.1916;
- 5 Syberyjski Korpus Armijny Imperium Rosyjskiego od 17.02 – 1.09.1915;
- 6 Syberyjski Korpus Armijny Imperium Rosyjskiego od 17.02 – 8.06.1915; od 18.05.1915;
- 1 Turkiestański Korpus Armijny Imperium Rosyjskiego od 12.08 – 1.09.1915;
- 7 Korpus Kawalerii  Imperium Rosyjskiego od 3.03 – 1.06.1916; 20.06 – 1.11.1916;
- Korpus Grenadierów  Imperium Rosyjskiego od 17.07.1916 – grudzień 1917

## Dowódcy 2 Armii
| Stopień           | Nazwisko              | Okres                   |
| ----------------- | --------------------- | ----------------------- |
| Generał kawalerii | Aleksander Samsonow   | 19.07.1914 - 17.08.1914 |
| Generał kawalerii | Siergiej Scheidemann  | 23.08.1914 - 05.12.1914 |
| Generał piechoty  | Władimir Smirnow      | 05.12.1914 - 08.04.1917 |
| Generał lejtnant  | Antonij Wiesiełovskij | 08.04.1917 - 12.07.1917 |
| Generał piechoty  | Nikołaj Daniłow       | 12.07.1917 - 07.08.1917 |
| Generał           | P. D. Tieleżnikow     | 07.08.1917 - 22.08.1917 |
| Generał piechoty  | Nikołaj Daniłow       | 22.08.1917 - 20.11.1917 |